# 西小口駅
西小口駅（せいしょうこうえき）は、中華人民共和国北京市海淀区に位置する北京地下鉄8号線の駅である。

## 歴史
- 2011年12月31日 - 開業。

## 駅構造

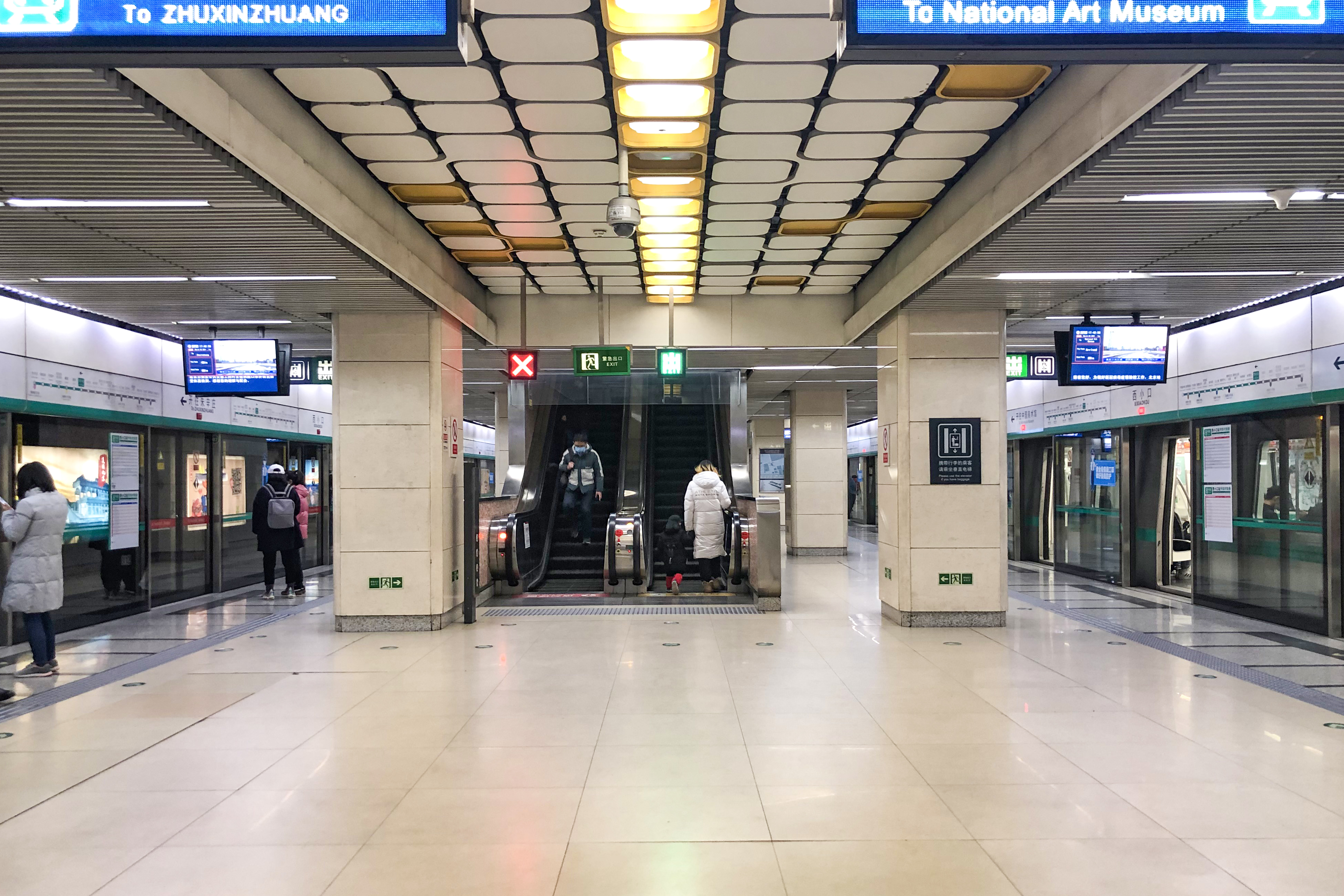
ホーム

島式ホーム1面2線の地下駅で、黄色を基調としている。

## 隣の駅
北京地下鉄
■8号線
育新駅 - 西小口駅 - 永泰荘駅